# Kigabwe
Kigabwe är ett vattendrag i Burundi.   Det ligger i provinsen Makamba, i den södra delen av landet, 120 kilometer söder om huvudstaden Bujumbura.
Omgivningarna runt Kigabwe är en mosaik av jordbruksmark och naturlig växtlighet. Runt Kigabwe är det ganska tätbefolkat, med 108 invånare per kvadratkilometer.